# 首チョンパ
首チョンパ（くびチョンパ）は、生物などの首の部位が切断される描写のことである。

## 原義
もともとはトンボ鉛筆のノベルティグッズとして配布されていたおもちゃで、当時の最高級鉛筆シリーズだったMONOシリーズを1ダース購入することで、当時のザ・ドリフターズの5人（いかりや長介、高木ブー、仲本工事、加藤茶、荒井注）を模した人形の中から1体を選んで貰うことができた。人形は胴体部分を握ることで空気圧で首から上を飛ばして遊べるようになっていた。
人形の配布が終了した現在も、このグッズは高値で取引されている。

## 意味の転換
現在では、首の部位が切断される描写を指し示すようになっている。
2022年1月9日には、三谷幸喜脚本のNHK大河ドラマ『鎌倉殿の13人』において「首チョンパ」という言葉が使われ、その直後のTwitterでは「首チョンパ」がトレンド入りした。